# 比恵遺跡群
座標: 北緯33度34分40.1秒 東経130度25分34.7秒 / 北緯33.577806度 東経130.426306度
比恵遺跡群（ひえいせきぐん）は福岡県福岡市博多区博多駅南に所在する旧石器時代から室町時代にかけての複合遺跡（遺跡群）である。このうち古墳時代後期（6世紀～7世紀）に建てられた高床倉庫群が「比恵遺跡」（ひえいせき）として国の史跡に指定され、弥生時代後期の「環溝集落（環濠集落）」または方形周溝墓とされる遺構が「比恵環溝住居遺跡」として県指定史跡に指定されている。

## 概要
比恵遺跡群は、福岡平野の中央、那珂川と御笠川に挟まれた、標高5～7メートルの洪積台地上に所在し、遺跡範囲は南北約1キロメートル×東西約 900メートル、総面積70ヘクタール（0.7平方キロメートル）の規模をもつ。南東に隣接する那珂遺跡群とは、行政上の遺跡名は異なるが一体の遺跡群であるため、比恵・那珂遺跡群と総称されることもあり、両遺跡群を併せた遺跡範囲は南北2キロメートルにおよぶ。また、那珂遺跡群の南側に隣接する五十川遺跡と、比恵遺跡群東側に隣接する山王遺跡も一体の遺跡と考えられている。

### 「環溝集落」の発見
比恵遺跡群の存在は大正時代に一帯を踏査した中山平次郎の報告により知られていたが、第1次の発掘調査は1933年（昭和8年）頃から始まった当地域の土地区画整理事業に伴い、1938年～1939年（昭和13年～14年）にかけて鏡山猛・森貞次郎により実施された。この調査で検出された、溝によって複数の竪穴建物が囲われた弥生時代の遺構（第1～4号環溝）は、鏡山らによって「環溝住居阯（かんこうじゅうきょし）」として報告され、現在「環濠集落（かんごうしゅうらく）」と呼ばれている弥生時代集落形態の研究の端緒となった。

### 比恵環溝住居遺跡
1952年（昭和27年）に市営住宅建設に伴い、森貞次郎によって実施された第2次調査では、甕棺墓群のほか、「第5号環溝」と呼ばれる1辺10メートルほどの環溝遺構が検出され「比恵環溝住居遺跡」として1960年（昭和35年）1月12日に福岡県の史跡に指定された。ただし、この環溝遺構は、1辺が10メートルと小さいうえ、内部に建物遺構が検出されていないため「環溝集落（または住居）」と見てよいものか、決め手を欠くとされ、現代の知見では、埋葬施設が削平された方形周溝墓である可能性が高いとされている。

### 那津官家関連遺構
その後も市街地化に伴い、各所で発掘調査が実施され、福岡市教育委員会が博多区博多駅南5丁目12番地で実施した1984年（昭和59年）の第8次調査と2000年（平成12年）の第72次調査では、柵に囲まれた6世紀～7世紀代の総柱建築の高床倉庫とみられる建物群が検出された。これらは『日本書紀』に伝える那津官家（なのつのみやけ）に関連する建造物群と推定され、2001年（平成13年）8月13日に国の史跡に指定された。
2022年（令和4年）3月時点で比恵遺跡群内における発掘調査回数は157次を数える。

## 遺跡の呼称
比恵遺跡群は旧石器時代から中世に至る複合遺跡であるが、遺構の数や規模が最大化するのは弥生時代から古墳時代にかけてである。特に上述した古墳時代後期（6世紀-7世紀）の高床倉庫群（博多区博多駅南5丁目12番地）は那津官家（なのつのみやけ）関連遺構と考えられ注目された。
現在、この倉庫群の検出地点が国の史跡に指定され「比恵遺跡」と呼ばれているが、倉庫群地点の東北東約400メートルに位置する県指定史跡「比恵環溝住居遺跡（第5号環溝）」や、東方約600メートルに位置する第1号～3号環溝など、弥生時代中期～後期の環濠集落遺構群を「比恵遺跡」と呼称する書籍や発掘調査報告書も存在している（ニューサイエンス社『新日本考古学小辞典』・福岡市埋蔵文化財調査報告書94『比恵遺跡-第6次調査・遺構編-』など）。
このように「比恵遺跡」と呼ばれる遺構やその地点には、資料によってバラつきが見られるが、福岡市のWeb公開する遺跡地図情報では、「比恵遺跡」として表示されるのは古墳時代倉庫群の国史跡指定範囲に限られており、周辺を含めた遺跡範囲は「比恵遺跡群」と表示される。したがって、現状で「比恵遺跡」という呼称は、倉庫群検出地の史跡指定名称であり、遺跡全体としての呼称は「比恵遺跡群」となっている。